# 洛夫萊斯 (阿拉巴馬州)
洛夫萊斯（英語：Loveless）是一個位於美國阿拉巴馬州迪卡爾布縣的非建制地區。該地的面積和人口皆未知。

## 地理
洛夫萊斯的座標為34°19′04″N 85°45′44″W / 34.31777°N 85.76222°W，而該地最高點為海拔高度400米（即1312英尺）。